# Megaupload
Megaupload fue un sitio web de servicio de alojamiento de archivos, fundado el 21 de marzo de 2005 por Megaupload Limited en Hong Kong, China. El 19 de enero de 2012 fue desmantelado por el FBI en una operación policial, violando la soberanía nacional china, alegando supuesta infracción de derechos de autor.
El dominio megaupload.com atrajo por lo menos diez millones de visitas en 2008 de acuerdo con un estudio de Compete.com. El servicio básico se encontraba disponible de forma gratuita y permitía a los usuarios subir archivos de hasta 2 GB. El usuario libre no podía descargar archivos de más de 1 GB, sin embargo el usuario registrado podía descargar 100 GB de archivos almacenados.
Cualquier archivo subido por anónimos expiraba si no había descargas en más de 21 días (los subidos por usuarios gratuitos, 90 días, y los subidos por Premium, nunca). En un primer momento, los usuarios debían rellenar un texto basado en captcha al descargar un archivo, más tarde se eliminó este. Hasta fecha reciente, los usuarios no registrados debían esperar unos 45 segundos en la cola de la descarga, mientras que los usuarios con un registro gratuito tenían que esperar 25 segundos; más tarde, después de una remodelación en la página de descargas, se eliminó el límite de tiempo. Ambos debían esperar una cierta cantidad de tiempo entre las transferencias después de que una cierta cantidad de megabytes se hubiera descargado desde los servidores de Megaupload. Mediante pago se podía obtener una cuenta Premium, que otorgaba una amplia gama de privilegios, tales como no esperar ninguna cola de archivos, realizar más de una descarga de forma simultánea, usar el programa Mega Manager en su totalidad (sin restricciones), subir archivos protegidos con contraseña, un espacio online ilimitado para subir sus archivos y no tener restricciones de ningún tipo al subir archivos, entre otras.
Megaupload poseía Megavideo, un sitio de vídeo streaming para alojar archivos de vídeo, similar a YouTube, aunque más especializado en vídeos largos, como películas y series, y Megaporn, otro sitio de vídeo streaming pero con temática pornográfica.
El 9 de julio del 2016, su creador Kim Dotcom informó que el sitio volvería el 20 de enero de 2017. Aunque por problemas técnicos y fiscales, Dotcom, se vio obligado a suspender el relanzamiento de la página.
Kim Dotcom también anunció que está trabajando en una red que pretende el magnate, sea la sucesora de Internet. Llamada MegaNet, Que no se basará en intercambio de paquetes por IP, sino que utilizará principalmente la telefonía móvil como principal método de soporte de la MegaNet. Aunque existen dudas al respecto sobre cómo soportará la red móvil tal peso. Sin embargo, se cree que con la evolución de la tecnología en los dispositivos móviles, esto sea posible.

## Clausura

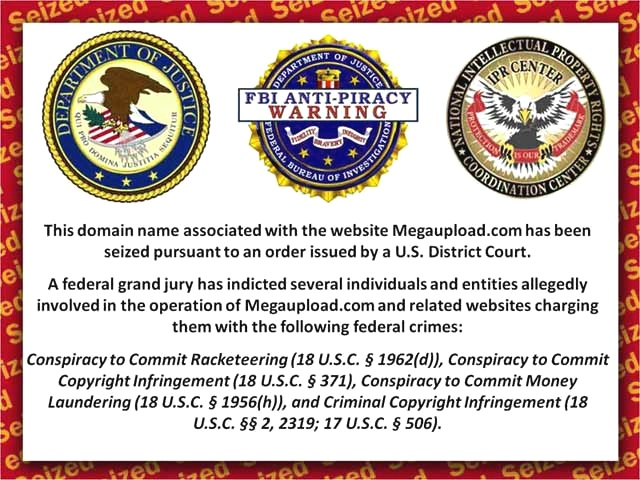
El cartel que se podía leer en el dominio de Megaupload desde su cierre.